# 奥斯莱迪丝·梅嫩德斯
奥斯莱迪丝·梅嫩德斯（西班牙語：Osleidys Menéndez，1979年11月24日—），古巴女子田径运动员，主攻标枪。她曾代表古巴参加2000年、2004年和2008年夏季奥林匹克运动会田径比赛，获得一枚金牌和一枚铜牌。